# ادیتماری اپازیلا
ادیتماری اپازیلا (به لاتین: Aditmari Upazila) یک سکونتگاه مسکونی در بنگلادش است که در ناحیه لال‌منیرهات واقع شده‌است.

## خصوصیات
ادیتماری اپازیلا ۱۹۵٫۰۳ کیلومترمربع مساحت و ۱۷۶٬۷۶۰ نفر جمعیت دارد.